# Método absoluto
Un método absoluto ( o primario) es aquella metodología cuyas unidades del resultado final o resultados intermedios del ensayo  son trazables al Sistema Internacional de Unidades, abreviado(SI).
La mayoría de la instrumentación analítica empleada en los laboratorios de ensayos es comparativa (no absoluto) requieren de la realización de curvas de calibración usando sustancias patrón que no tiene una precisión definida luego de las habituales diluciones.
Un resultado obtenido mediante un método absoluto está en una categoría superior de calidad en comparación con los resultados que se obtienen mediante los métodos comparativos. La dificultad que se presenta habitualmente con los métodos absolutos,  esta dado porque la organización que los implementa, debe tener una gran experiencia en la aplicación de ese método, su personal debe estar muy capacitado y en algunos casos debe tener una cantidad importante de análisis realizados,  correspondiendo dicha labor, generalmente,  a profesionales sénior. Por lo general son métodos que requieren de un tiempo mayor en su realización, en comparación con los instrumentales y por ende habitualmente su costo es mayor. En química analítica, sólo un número reducido de elementos químicos pueden determinarse mediante métodos absolutos, si a ello se le suma que esos métodos sólo aplican en determinados rangos de concentración, el espectro se reduce aún más. Los demás ensayos se realizan mediante métodos instrumentales en los cuales para asegurar sus resultados se debe emplear Material de referencia certificado para controlar sus procesos.
Algunos ejemplos de métodos absolutos son: 

- Volumetría (Análisis volumétrico)
- Gravimetría (Análisis gravimétrico)
- Descenso del punto de congelación
- Culombimetría
- Espectrometría de masas con Dilución isotópica